# RV Hero
Le RV Hero est un navire océanographique exploité par la Fondation nationale pour la science (NSF) entre 1968 et 1984, après quoi il a été immobilisé jusqu'à son naufrage en 2017 .

## Historique
Hero, nommé d'après le sloop Hero de Nathaniel Palmer lorsqu'il a aperçu l'Antarctique, a été lancé en 1968 par le chantier naval Harvey F. Gamage à South Bristol, dans le Maine. Il a une coque en chêne et une étrave en chlorocardium capable de briser la glace. Pour le travail scientifique, il a été équipé de plusieurs laboratoires, ainsi que de logements pour les scientifiques à bord en plus de son équipage normal. Alors qu’il était principalement alimente par une paire de moteurs diesel, il était conçu comme un ketch afin d’accroître sa stabilité et de permettre un fonctionnement silencieux, deux facteurs souhaitables pour certains travaux scientifiques. Il était également équipé de plusieurs treuils et d'un bateau de travail pour soutenir la recherche sous-marine.
Il est arrivé à la Base antarctique Palmer pour la première fois en décembre et a transporté pendant seize ans des scientifiques à travers le continent pour y effectuer des recherches. Il était le premier navire à être consacré à temps plein aux scientifiques de la station antarctique Palmer, leur permettant d’accéder à des zones plus éloignées où ils n’avaient jamais pu accéder de manière fiable .
Après la saison de recherche 1984, Hero a été acquis par le port d’Umpqua pour 5.000 dollars et la fondation à but non lucratif International Oceanographic Hero Foundation a été créée par des résidents locaux dans l’intention de restaurer Hero en navire-musée. La fondation manqua d’argent et de membres et ne put trouver aucun financement pour financer la restauration ou l’entretien du navire. Elle fut dissoute en 1997. Après un effort infructueux de l’ancien membre de l’équipe de Hero, John Morrison, visant à acheter et restauré le navire, il a été vendu aux enchères au pêcheur local Bill Wechter en 2000, qui a été en mesure de transférer Hero en cale sèche pour une restauration, puis de l’emmener à Newport, dans l’Oregon. En 2008, il a été revendu à une autre section locale, Sun Feather LightDancer, qui l'a transféré à Bay Center, dans l'État de Washington, dans l'intention de le restaurer, mais n'a pas pu obtenir le financement requis. Le 4 mars 2017, Hero a coulé à son quai à Bay Center.

## Galerie

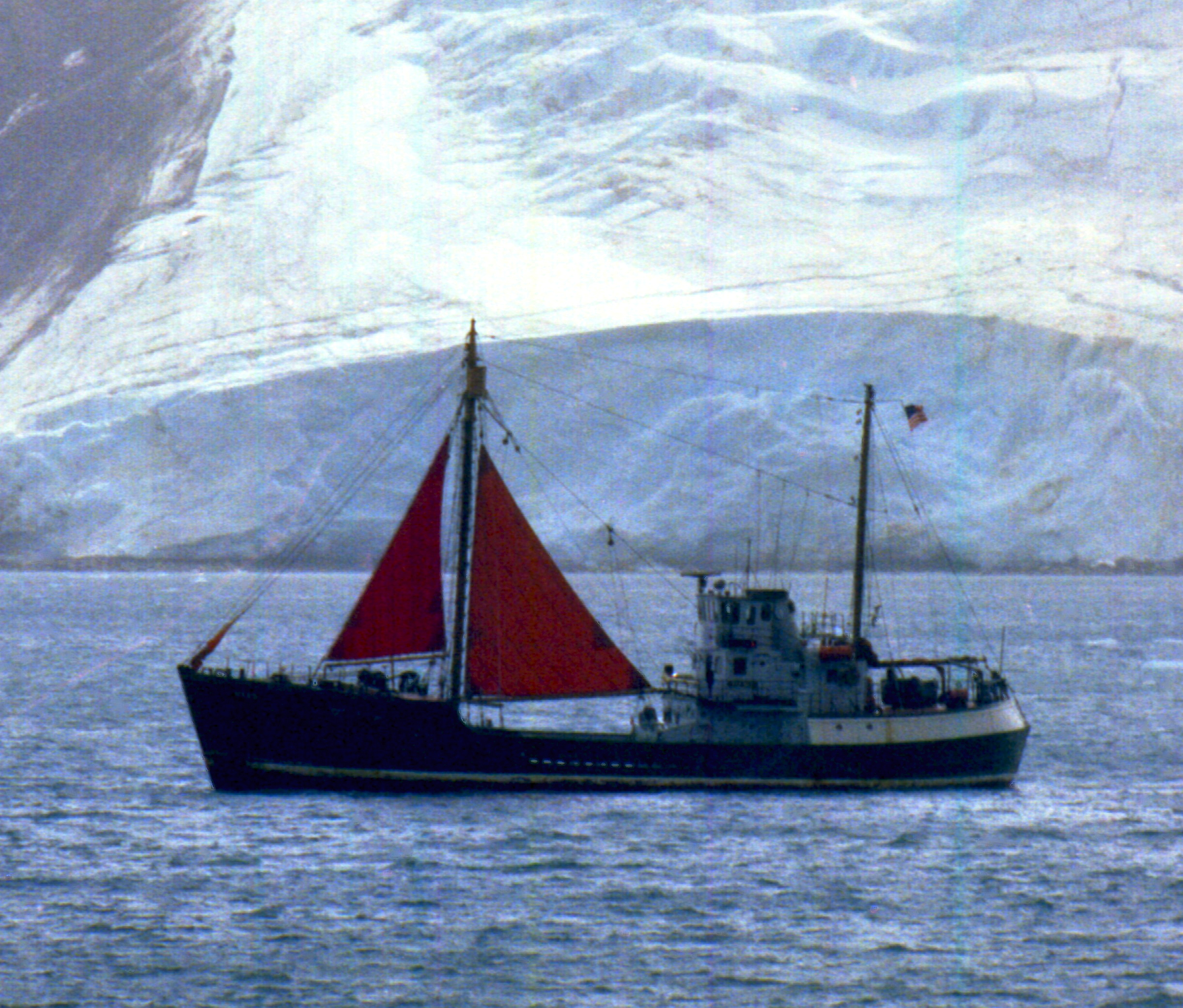
RV Hero (Antarctique)

### Note et référence
1. ↑  Naufrage du RV Hero - Site WorkBoat
2. ↑  RV Hero - Station antarctique Palmer

- (en) Cet article est partiellement ou en totalité issu de l’article de Wikipédia en anglais intitulé « RV Hero » (voir la liste des auteurs).